# Намсрайн Сувд
Намсрайн Сувд (монг. Намсрайн Сувд; 21 декабря 1948, Улан-Батор, МНР) — монгольская актриса
 театра и кино, педагог. Заслуженная артистка Монголии (2001). Народная артистка Монголии (2009). Герой Труда Монголии (2021). Лауреат Государственной премии Монголии (1989).

## Биография
Дочь заслуженного деятеля культуры Цендийна Намсрая и народной актрисы, певицы Л. Цогзолмаа.  В 1970 году окончила Всесоюзный институт кинематографии СССР (ВГИК) курс Б. Бабочкина по специальности «актриса театра и кино». Дебютировала в 1973 году в роли Ларисы в спектакле «Бесприданница» Н. Островского. В 1970—1973 годах — актриса группы «Монгольское кино».
С 1973 года по настоящее время выступает на сцене Государственного академического драматического театра Монголии. В 1980—1991 годах — художественный руководитель Государственного драматического театра.
С 1992 по 1996 год — заведующая отделом в Министерстве культуры Монголии.
С 1993 года — преподаватель и заведующая кафедрой Государственного университета искусств. С 1997 года — преподаватель сценической речи университета. В 2003—2010 годах — декан факультета театрального искусства, директор Школы театрального искусства.

## Избранная фильмография
- 1971 — Слушайте на той стороне — Цэндурэн
- 1972 — В логове — сумасшедшая девушка
- 1973 — Моторын дуу — певица
- 1974 — Песня о первой любви — Янджин
- 1988 — Мандухай сэцэн хатан — Мандухай хатан
- 2008 — Нельзя умирать, Чингисхан — Оэлун

## Награды
- 1977: премия Министерства культуры МНР за роль комиссара в спектакле «Правда победит».
- 1984: премия Министерства культуры МНР за лучшую художественную работу — роль Норы в спектакле «Нора» * 1989: Государственная премия за роль Мандухай в фильме «Мандухай Сатсен Хат»
- 2001: Заслуженный артист Монголии
- 2006: премия за лучшую женскую роль на фестивале «Святая муза» за роль Энхи в спектакле «Ночные слезы».
- 2006: премия за «Лучшую женскую роль» на фестивале «Святая муза» за роль Снежной Королевы в спектакле «Атга Нудж».
- 2010: премия за «Лучшую женскую роль» на фестивале «Святая муза» за роль Анны в драме «Лебединая песня»
- 2012: премия за «Лучшую женскую роль второго плана» на фестивале «Святая муза» за роль в спектакле «Тайна трезвой пары».
- 2009: звание Народной артистки Монголии
- 2021: присвоено звание Героя Труда Монголии.